# 相澤瑠香
相澤 瑠香（あいざわ るか、1999年5月22日 - ）は、日本の女優。
宮城県のローカルアイドルユニット「sendai☆syrup」の元メンバー、ラストアイドルファミリー「Good Tears」（2017年-2022年）の元メンバーである。

## 略歴
2013年5月に開校したドリーミュージック・アーティストスクール仙台に14歳で入校。1stシングル音源収録メンバー選抜テストに合格し、2014年8月20日、sendai☆syrupのメンバーとしてインディーズデビュー。デビュー当時メンバー最年少の15歳であった。担当カラーは、かき氷のブルーハワイをイメージした青。2016年8月24日に同メンバーの菊地玲菜と共に卒業を発表。9月4日の卒業公演を終えた翌日、冠番組の「sendai☆syrupのホップシロップジャンプ!」出演を最後にグループを卒業した。
2016年10月、女子高生ミスコン2016-17に出場。地方ファイナリストまで進むも、全国進出はできなかった。
2017年3月8日、フジテレビ「バイキング」の特別企画「坂上忍の東北でお手伝い隊 "未来のなでしこ" 女子高をサプライズ訪問」において、坂上に将来女優になりたいと相談する相澤の姿が放映された。坂上は真摯な態度で相澤にアドバイスを送っている。
2017年3月10日、Popteenイベント出演権を賭けたPopteen×SHOWROOMイベントに参加。結果は3位であった。
2017年夏、テレビ朝日『ラストアイドル』の暫定メンバーオーディションに応募。7月30日に開催された最終オーディションで4,932名の応募者の中から初期暫定メンバー（立ち位置No.7）に選ばれ、8月13日（12日深夜）第1回より出演。しかし、8月27日（8月26日深夜）の第3回放送で挑戦者の古賀哉子に敗れ、立ち位置7番の座を奪われる。
10月15日（10月14日深夜）の放送でセカンドユニット「Good Tears」のメンバーとして活動をスタートし、デビュー曲「涙の仮面」を初披露。

2022年5月31日をもってラストアイドルは4年半の活動を終了し解散。8年間に渡るアイドルから卒業した。
同年6月29日、舞台「ダンスライン！」の主演で本格的に女優としての再スタートを切った。

## 人物
- 実父は寿司店を経営している。
- 名前の由来はスターウォーズの主人公ルーク・スカイウォーカー。
- 趣味はメロンパングッズ収集・カプセルトイ収集。
- 特技は神経衰弱・漢字の書き取り・UFOキャッチャー。
- 好きな食べ物はメロンパン、仙台づけ丼。
- 好きな言葉は「諦めなければ夢は必ず叶う！」。
- メジャーアイドルを志すきっかけになったのは欅坂46で、尊敬する人物は平手友梨奈。
- アイドル時代から将来の目標は「女優」と明言し、ラスアイ在籍当時に出演した映画・舞台での演技力は高い評価を受けていた。
- 真っ白なポメラニアンを飼っている。名前は「しらたま」。

### エピソード
ラストアイドル初期暫定メンバーに選ばれた時点で、既に業界関係者から注目されていた。
相澤が敗れた回は、ジャッジに指名されたギュウゾウ以外の3名の審査員（大森靖子、Carlos K.、ピエール中野）は相澤勝利の判定を下しており、またギュウゾウの述べた古賀の勝因が非常に曖昧だったため、放送終了後ギュウゾウのTwitterアカウントには非難のコメントが殺到する事態となった。
セカンドユニット発足の経緯については総合プロデューサーの秋元康が『伊集院光とらじおと』（TBSラジオ、2017年12月13日放送）にゲスト出演した際、初回の収録（第1回 - 第3回）を見てバトルが（当初予想した）プロ同士の戦いには見えず、夢を持っている素の女の子の戦いになってしまい、（バトルで敗れることで）「これで落ちたらもう無い」と見えるのはTV的に良くないと感じ、急遽セカンドユニットを設定した事を明らかにした。
2017年12月19日、バンドワゴン発売記念イベントを観覧したギュウゾウは、Good Tearsでステージに立った相澤へ自身のTwitterを通じエールを送った。これに対し相澤も、「ギュウゾウさんのジャッジがあったからこそGood Tearsという大切な仲間に出会えた」と感謝のリプライを送った。ギュウゾウは芸道上達祈願の幟の立つ神社の写真と共に、改めて相澤へエールを送っている。

### 名言
セカンドシーズン最終回に相澤が発した「なんで!?」はラストアイドル史に残る名言として公式に認められており、他にもこれまでに多くの名言を残している。
- 「全部、夢だったみたいです…。」（初期暫定メンバーを敗退して）
- 「Good Tearsは悔しい思いをすればするほど輝くグループだと思っているので、必ず上位3チームに残って、次こそこの5人の悔しい気持ちを嬉し涙に、Good Tearsに変えたいと思っています。」（セカンドシーズン表題曲バトル初戦を敗北して）
- 「『好きで好きでしょうがない』が大ヒットして、ラストアイドルファミリーを好きで好きでしょうがない人が、日本中に溢れますように!!」（3rdシングルヒット祈願バンジーにて。シュークリームロケッツ小澤愛実から「コメント完璧やん」とつっこまれていた）
- 「何のためにアイドルになったのかな…」（ラストアイドルが団体行動＝歩く芸術に挑戦！企画発表を聞いて）

## 出演

### テレビ番組
- 仙台ノ学園文化祭実行委員会（2014年8月17日 - 2016年9月11日、ミヤギテレビ）
- サンドの新春初売テレビ2016（2016年1月1日、東北放送）[7]
- バイキング（2017年3月8日、フジテレビ）
- ラストアイドル（テレビ朝日）
  - （2017年8月13日 - 8月27日） - 「ラストアイドル」暫定メンバーとして
  - （2017年10月15日） - 「Good Tears」として出演
- ラストアイドル セカンドシーズン（テレビ朝日）
  - （2018年1月14日 - ） - 「Good Tears」メンバーとして
- ラストアイドル サードシーズン（テレビ朝日）
  - （2018年7月28日） - 「ラストアイドル3rdシングル『好きで好きでしょうがない』ヒット祈願バンジー企画」一期生選抜メンバーとして
- ラスアイ、よろしく！（テレビ朝日）
  - （2018年10月14日 - ）
- 芸能人が本気で考えた!ドッキリGP（2019年1月26日、フジテレビ） - 石川夏海、安田愛里と共に出演
- 無料屋 〜ただでプレゼントをあげまくる生放送2時間〜（2019年2月1日、テレビ朝日） - 西村歩乃果、石川夏海、安田愛里、池松愛理、朝日花奈と共に出演
- ミュージックステーション（テレビ朝日）
  - 「大人サバイバー」を披露（2019年5月17日）
  - 「青春トレイン」を披露（2019年8月30日）

### ネット配信
- ラストアイドル in AbemaTV（2018年6月3日 - 8月26日、AbemaTV）
- ABEMA特番「ラスアイのクロ歴史だってよ!!」（2020年9月19日、AbemaTV）[8]
- ABEMA BOATRACE TOWN『クロちゃんのボート女子育成計画』（2021年2月19日、AbemaTV）[9]

### 配信ドラマ
- 東京彼女 1月号「ブスの復讐編」（2025年1月10日配信開始、YouTube）- 松田美緒 役（主演）

### 映画
- がっこうぐらし!（2019年、REGENTS） - 藤村沙也加 役
- みをつくし料理帖（2020年、楽映舎） - 花街の遊女 役
- 神と恩送り、（2024年公開予定）[10] - 清水沙和 役

### 舞台
- 岸和田少年愚連隊（2020年、TEAM-ODAC） - リョーコ 役、ラストアイドル2期生アンダー 高橋美海とのWキャスト。
- キューティーハニー・クライマックス（2021年、キョードーファクトリー / SANETTY Produce）- 水無月乙女/サイバーハニー役[11]、盟友 池松愛理からのバトンを受け出演。
- 演劇ユニット100点un・チョイス！「Who are you？」（2021年11月10日 - 14日、ザ・ポケット） - 宮野彩 役[12]
- 舞台『球詠 ～vs 影森・梁幽館編～』（2022年2月17日 - 23日、新宿村LIVE） - 吉川和美 役[13]
- アリスインプロジェクト「ダンスライン！[14]」（2022年6月29日 - 7月3日、新宿村LIVE） - 北野凜胡 役
- imgAct4 「放課後に星は見えるか」（2022年10月19日 - 10月23日、新宿シアターモリエール） - 汐萌絵 役[15]

- アリスインプロジェクト「アリスインデッドリースクール 永劫」（2022年11月23日 - 27日、新宿村LIVE） - 紅島弓矢 役[16]
- おかしな転生～アップルパイは笑顔とともに～（2023年3月8日 - 12日、CBGKシブゲキ!!） - シイツ 役[17]
- 舞台『オオカミの誘惑』（2023年5月17日 - 21日、六行会ホール） - ちーちゃん（千代田海）役
- 舞台「けものフレンズ」 Re: JAPARI STAGE! ～おおきなみみとちいさなきせき～（2023年10月20日 - 31日、品川プリンスホテル クラブeX）- ハブ 役[18]
- 「降臨SOUL」 - 足利義輝 役
  - 「降臨SOUL」（2023年11月23日 - 12月3日、中目黒キンケロシアター）[19]
  - Girls Live Action「降臨SOUL～風燐火斬～」（2024年9月25日 - 9月29日、六行会ホール）[20]
  - Girls Live Action「降臨SOUL～是非ニ及バズ～」（2025年5月21日 - 25日、六行会ホール）[21]
- ファーストピック主催公演「野に咲く花なら」（2024年1月24日 - 28日、シアターグリーン BOX in BOX THEATER）[22]
- 舞台『東京War:DS-黒と白のTRIGGER-』（2024年5月15日～19日予定、六行会ホール）- 影炎 役[23]
- 舞台『幕が上がる』（2024年8月21日 - 25日、シアター1010 / 9月14日、箕面市立文化芸能劇場）[24]

### MV
- meiyo「夢の続きを」[25]

### ラジオ
- sendai☆syrupのホップシロップジャンプ!（2015年9月7日 - 2016年9月5日、TBCラジオ）
- 徳光正行のあなたをもっと知りたくて！（2018年1月10日、SMART USEN）[26]